# Rusland op het Eurovisiesongfestival 2002
Rusland nam deel aan het  Eurovisiesongfestival 2002 in Tallinn, Estland. Het was de 6de deelname van het land op het Eurovisiesongfestival. Rusland vaardigde Prime Minister af, die met Northern Girl naar Estland ging.

## Selectieprocedure
Net zoals in 2001, koos men ervoor om hun kandidaat en lied intern te selecteren.
In totaal waren er meer dan 2000 inzendingen. De beste inzending werd gekozen door een jury.
Uiteindelijk koos men voor Prime Minister met het lied Northern Girl.

## In Tallinn
Tijdens de finale trad Rusland als 7de aan van 24 landen net na Kroatië en voor Estland. Ze eindigde na de puntentelling op de 10de plaats met 55 punten.
België gaf geen punten aan deze inzending en Nederland deed niet mee in 2002.

### Gekregen punten

#### Finale
| 12 punten | 10 punten                      | 8 punten  | 7 punten      | 6 punten   |
| --------- | ------------------------------ | --------- | ------------- | ---------- |
|           | - Estland - Letland - Roemenië | - Malta   |               | - Litouwen |
| 5 punten  | 4 punten                       | 3 punten  | 2 punten      | 1 punt     |
| - Cyprus  |                                | - Finland | - Griekenland | - Israël   |

### Punten gegeven door Rusland

#### Finale
Punten gegeven in de finale:
| 12 punten | Roemenië    |
| 10 punten | Letland     |
| 8 punten  | Griekenland |
| 7 punten  | België      |
| 6 punten  | Cyprus      |
| 5 punten  | Malta       |
| 4 punten  | Litouwen    |
| 3 punten  | Estland     |
| 2 punten  | Duitsland   |
| 1 punt    | Oostenrijk  |

1994 · 1995 · 1996 · 1997 · 1998-1999 · 2000 · 2001 · 2002 · 2003 · 2004 · 2005 · 2006 · 2007 · 2008 · 2009 · 2010 · 2011 · 2012 · 2013 · 2014 · 2015 · 2016 · 2017 · 2018 · 2019 · 2020 · 2021 · 2022-2025